# Açude São Mamede
O Açude São Mamede é um açude público localizado no município homônimo, estado brasileiro da Paraíba.

## Contexto
O açude inclui-se na sub-bacia do Rio Sabugi, bacia hidrográfica do Rio Piranhas, que por sua vez está inserida na região semiárida do Nordeste. A construção de açudes e barragens na referida região constituiu-se como a principal estratégia adotada ao longo dos anos e dos diferentes governos para tentar mitigar os efeitos da seca.
O município de São Mamede, no qual o açude está inserido, possui uma média pluviométrica de 780,8 mm e uma deficiência hídrica que persiste durante a maior parte do ano, notadamente de junho a janeiro.

## Características
A classificação do volume hidráulico acumulável, definida pelo decreto número 19 258, de 31 de outubro de 1997                 e utilizada pela Agência Executiva de Gestão das Água (AESA) para classificar os açudes na Paraíba, define o Açude São Mamede como sendo de médio porte.
Possui uma capacidade de acumular até 15 791 280 metros cúbicos (m3) de água, o que o coloca como um dos quartenta maiores açudes operados pela AESA, (em volume acumulável) e principal corpo hídrico de São Mamede.